# Антиген

Реакція антигену

Антиге́н — речовина, здебільшого органічного походження, що має ознаки генетичної відмінності і при введенні в організм викликає специфічний імунний ефект. Імунна система розпізнає цю речовину як чужерідну і виробляє антитіла для боротьби із нею.
В класичній імунології до антигенів відносять віруси, бактерії, мікроскопічні гриби, цілі клітини тваринного походження.
Антигенам притаманна імуногенність — здатність викликати імунну відповідь, а також специфічність, яка характеризує специфічну взаємодію їх з продуктами імунної відповіді (антитілами, сенсибілізованими лімфоцитами). Молекула антигену несе детермінантну групу — ділянку молекули антигену, яка «розпізнається» антигензв'язуючим центром В-лімфоцитів і антитілами. В молекулі антигену, як правило, міститься декілька різних за будовою детермінантних груп, кожна з яких може повторюватись кілька разів.
Зазвичай антигени містять у собі протеїни, що розташовані на поверхні бактерій, вірусів і гранул пилка. Протеїни несумісних груп крові чи тканин також поводяться як антигени, що треба враховувати при переливанні крові і пересадці органів.

## Класифікація антигенів

### Повні і неповні (гаптени)
Антиген, якому властива антигенність, називається гаптеном. Гаптени викликають імунну відповідь тільки після кон'югації з високомолекулярними носіями. Гаптенами можуть бути прості хімічні сполуки, наприклад, глюкоза або тринітрофенол. Вони стають імуногенними лише після з'єднання з білковим носієм, наприклад, з білковою молекулою. При відповіді на гаптен, який поєднаний з білком — носієм, В-лімфоцити розпізнають його, а Th-лімфоцити — білкову молекулу.

### Розчинні та корпускулярні
Розчинні (чужорідні білки, токсини, продукти деградації вірусів та бактерій) і корпускулярні (бактерії, віруси, чужорідні еукаріотичні клітини) антигени по-різному сприймаються імунною системою і, викликають різні форми імунної відповіді. В основі такого розділення лежить характер представлення антигенів клітинам імунної системи.

### Екзогенні та ендогенні
В залежності від джерела надходження до організму.

### Т-залежні і Т-незалежні
Антигени, які викликають продукцію антитіл, можна поділити на тимусзалежні та тимуснезалежні. У процесі відповіді на тимусзалежні антигени В-лімфоцити потребують «допомоги» Т-лімфоцитів-хелперів. Серед цих антигенів можна виділити дві основні групи: цитокіновоопосередковані та власне Т-лімфоцитарні антигени. Відповідь на тимуснезалежні антигени, яких є менше, ніж попередніх, не потребує допомоги з боку Т-лімфоцитів. До них серед інших належать: ліпополісахариди оболонок бактерій (LPS), декстран і очищений білок туберкуліну. Певні тимуснезалежні антигени містяться в багатьох вірусах, бактеріях і грибках.

#### Тимуснезалежні антигени
Тимуснезалежні антигени теж можна поділити на дві групи. Антигени з властивостями поліклональних активаторів В-лімфоцитів і здатністю до стимуляції імунної відповіді (наприклад, у новонароджених мишенят, у яких імунна реактивність ще не розвинена). Ці антигени передають В-лімфоцитам як сигнал І, так і сигнал II. Сюди належать LPS і декстран. Їх позначають символом ТІ-1 (thymus independent). Антигени, які не мають рис поліклональних активаторів Я-лімфоцитів і не здатні викликати відповідь у новонароджених мишенят. Це полівалентні антигени, які діють вони не тільки безпосередньо на В-лімфоцити, але й опосередковано через цитокіни, що виділяються під їх впливом іншими клітинами, наприклад NK-клітини. До цієї групи належать Ficoll і полісахарид пневмококів. їх позначають символом ТІ-2. Ці антигени не є цілком «тимуснезалежні». За певних обставин, вони можуть безпосередньо стимулювати Т-лімфоцити.

### Гетеро-, ізо(ало)- та аутоантигени
За відношенням до організму:
- аутоантигени — власні антигени організму, на які відреагувала імунна система
- гетероантигени (ксеноантигени) — антигени осіб будь-якого іншого виду
- гомоантигени (алоантигени) — антигени різних осіб одного й того ж виду
- ізоантигені — антигени генетично ідентичних організмів
- комплексні антигени — виникають як результат об'єднання власних і чужорідних молекул

## Властивості антигенів
В межах одного антигену може знаходитися багато місць, до яких можуть приєднуватись антитіла. Це, так звані, епітопи або антигенні детермінанти. Епітопи однієї молекули можуть бути ідентичні або різні, можуть зв'язуватися з антитілами однакової або різної специфічності. Антиген, котрий містить багато епітопів, називається полівалентним. У молекулі білка найбільш антигенними є випуклі, рухомі щодо даної молекули фрагменти, які мають від'ємний заряд. Ні антиген, ні місце антитіла, що зв'язує антиген, не є статичними структурами. Вони характеризуються певною еластичністю щодо своєї форми.

Використовують також термін тканинні антигени. Мається на увазі комплекс антигенів, притаманних певному органу чи тканині. Базується на різних фізіологічних функціях органів, що визначає їх певну біохімічну особливість. Пухлинні антигени — це специфічні розчинні чи асоційовані з клітинами речовини, що з'являються в організмі під час пухлинного росту. Часто їх називають раково-ембріональними, оскільки вони характерні також для ембріонального розвитку і з'являються в організмі жінки під час вагітності. Такими антигенами є, наприклад, альфа-фетопротеїн і трофобласт-специфічний глобулін, їх визначення має значення для діагностики як вагітності, так і пухлинного росту.

### Антигенність та імуногенність
- Антигенність (антигенна специфічність) — це здатність комплементарно зв'язуватися із антиген-специфічними рецепторами В і Т клітин. Вона притаманна майже всім відомим речовинам. Антигенами можуть бути пептиди, амінокислоти, вітаміни, і навіть АТФ, дінітрофенол чи іони металів. Але якщо просто ввести до організму одну з цих низькомолекулярних речовин, імунної відповіді не відбудеться.
- Імуногенність — це здатність викликати імунну відповідь, тобто стимулювати цілу низку подій, необхідних для активації імунних клітин. Імуногенність залежить як від структури антигену (молекулярна вага, просторова будова), так і від стану імунної системи реципієнта (репертуар білків гістосумісності та Т-клітинних рецепторів). Силу імунної відповіді до слабкого антигену можна підвищити за допомогою ад'ювантів — речовин, що сприяють неспецифічній стимуляції імунної системи: мінеральні олії (ад'юванти Фройнда), окис алюмінію.

### Розчинні антигени
Такими антигенами класифікуються та сприймаються і представляються як екзогенні (зовнішні), і результатом їх розпізнання є активація В-лімфоцитів і синтез антитіл. Антигени бактерій і вірусів часто синтезуються всередині інфікованих клітин і тому сприймаються імунною системою як ендогенні (внутрішні). Результатом їх розпізнання є активація цитотоксичних Т лімфоцитів, що знищують інфіковані клітини разом із інфекційним агентом.

### Т-залежні антигени
Ці антигени представляють більшість та потребують участі у своєму розпізнанні Т-лімфоцитів. Деякі антигени, що містять фрагменти, які багато разів повторюються (полісахариди бактерій), здатні давати достатній сигнал В лімфоцитам без участі Т і називаються Т-незалежними. Вони викликають тільки синтез антитіл.

### По відношенню до організму реципієнта
По відношенню до організму реципієнта антигени діляться на ауто- (власні), ало- або ізо- (свого виду) та гетеро- або ксеноантигени (іншого виду). Потужність імунної відповіді підвищується від ауто- до гетеро- антигенів.